# Pascanas
Pascanas är en ort i Argentina.   Den ligger i provinsen Córdoba, i den centrala delen av landet, 500 km väster om huvudstaden Buenos Aires. Pascanas ligger 140 meter över havet och antalet invånare är 2 567.
Terrängen runt Pascanas är mycket platt. Runt Pascanas är det glesbefolkat, med 9 invånare per kvadratkilometer.. Närmaste större samhälle är Laborde, 17,4 km öster om Pascanas.
Trakten runt Pascanas består till största delen av jordbruksmark.